# Plectris hellmichi
Plectris hellmichi är en skalbaggsart som beskrevs av Frey 1967. Plectris hellmichi ingår i släktet Plectris och familjen Melolonthidae. Inga underarter finns listade i Catalogue of Life.